# Løstrailer
Løstrailer er et fagord for en lastbiltrailer, der fragtes uden trækkende lastbil.
Det er primært trailere, der fragtes på jernbane eller skib, hvor de afleveres med lastbil på en terminal i den ene ende og afhentes tilsvarende i den anden ende.
Fragt af løstrailere er med til at holde transportprisen nede, da man sparer løn til chaufføren om bord på et skib eller på en længere rejse over land.
| Trafik | Spire Denne trafikartikel er en spire som bør udbygges. Du er velkommen til at hjælpe Wikipedia ved at udvide den. |